# Thomas M. Kuhn
Thomas Michael Kuhn (* 24. September 1966 in Bonn) ist ein deutscher Journalist. Er ist Technologiereporter im Ressort Innovation&Digitales des Magazins Wirtschaftswoche.

## Leben
Kuhn wuchs in Bonn als Sohn des Journalisten Gisbert Kuhn und der Schweizer Journalistin Verena Kuhn-Marti auf. Nach Abitur am Clara-Schumann-Gymnasium sowie Wehrdienst in Köln sowie Tongern und Maastricht besuchte er ab 1988 die Kölner Journalistenschule. 1995 schloss er das Studium der Volkswirtschaftslehre sozialwissenschaftlicher Richtung an der Universität Köln als Diplom-Volkswirt ab.
Seit 1988 arbeitete er als Freier Journalist für die Magazine Capital und impulse, den General-Anzeiger (Bonn), den Rheinischen Merkur (Bonn) oder den Tages-Anzeiger (Zürich) sowie die TV-/Rundfunksender WDR und ZDF.
Von 1995 an war er Technikredakteur des in der Verlagsgruppe Handelsblatt erscheinenden Monatsmagazins DM (heute Euro). Gemeinsam mit Matthias von Arnim und Frank Syré eröffnete er 1996 das Online-Portal www.dm-online.de.
2000 wechselte Kuhn zum Schwesterblatt WirtschaftsWoche als Redakteur für Informationstechnologie und Telekommunikation im Ressort Unternehmen&Märkte. Seit 2006 gehört er dem Technologie-Ressort Innovation&Digitales an, dessen stellvertretende Leitung er von 2010 bis 2018 übernahm. Spezialgebiet sind Informationstechnik, Internet, IT-Sicherheit, Unterhaltungselektronik und neue Medien. Daneben betreute er mehrere Jahre lang das Video-Blog „Gadget-Inspektor“ im Online-Portal www.wiwo.de.
Kuhn wurde im Rahmen der Überwachungsaffäre der Deutschen Telekom gemeinsam mit dem WirtschaftsWoche-Kollegen Jürgen Berke Ziel von Ausspähungen. Dabei wurden unter anderem die dienstlichen und privaten Telefonverbindungen beider Redakteure unter Bruch des Fernmeldegeheimnisses und des Telekommunikationsgesetzes analysiert, um die Quellen der Journalisten aufdecken zu können. Beide Redakteure tauchten auch in einer internen Liste der Deutschen Telekom mit zehn sogenannten „Top-Brisanz-Journalisten“ auf, die bei dem Konzern als besonders gefährlich galten.
2006 war Kuhn erster Preisträger des Informatik-Journalistenpreises des Saarlandes in der Sparte Printmedien. 2012 erhielt er den Journalistenpreis Punkt der Deutschen Akademie der Technikwissenschaften (acatech).
Seit Anfang der 1980er-Jahre engagiert sich Kuhn ehrenamtlich als Feuerwehrmann – aktuell bei der Freiwilligen Feuerwehr Grevenbroich, für die er auch als Pressesprecher tätig ist. Kuhn ist Träger des Feuerwehr-Ehrenzeichens des Bundeslandes Nordrhein-Westfalen in Gold.